# Hertog van Montagu
Hertog van Montagu (Engels: Duke of Montagu) is een Engelse en Britse adellijke titel. 
De titel hertog van Montagu werd voor het eerst gecreëerd in 1705 door koningin Anna voor Ralph Montagu. Na het overlijden van diens zoon, de tweede hertog, zonder mannelijke erfgenamen in 1749 verviel de titel. George III creëerde de titel opnieuw in 1766 voor George Brudenell, schoonzoon van de in 1749 overleden hertog, die zich George Montagu noemde. Ook hij overleed zonder mannelijke erfgenamen in 1790, waarna de titel andermaal verviel.
In tegenstelling tot de meeste hertogdommen is de naam Montagu niet gebaseerd op een geografische naam, maar op een Engels-Normandische familienaam.

## Hertog van Montagu, eerste creatie (1705)
- Ralph Montagu, 1e hertog van Montagu(1705-1709)
- John Montagu, 2e hertog van Montagu(1709-1749)

## Hertog van Montagu, tweede creatie (1766)
- George Montagu, 1e hertog van Montagu(1766-1790)